# Костадин Михайлов
Костадин Дианов Михайлов е български народен певец от Странджанската фолклорна област, нестинар и преподавател.

## Биография
Костадин Михайлов е роден на 14 август 1991 г. в Царево. Израснал в странджанското село Бродилово. Своя музикален път започва през 2002 г. след конкурса на Радио „Стара Загора“ „Славейче“, където печели първа награда с право на запис в радиото. Първият запис на певеца е песента „Мене ми бя драго, Стано мъри“, обр. Ташо Барулов със съпровод на оркестър от Котел. През 2004 г. участва в новосформираната Детска фолклорна формация „Нестинарче“ в Царево с музикален ръководител народната певица Златка Ставрева, с която по-късно записва песните „Заял се Стоян, запил се“, „Булку Тодорку“, „Мъри Еринко хвалена и прехвалена“ и първата авторска песен на Михайлов – „Костадин дума Еринка“, която е записана в БНР в дует със Златка Ставрева.
След завършването на музикалното училище „Добри Чинтулов“ в град Бургас, където преподаватели са му Стоян Ганчев, Пенка Петрова и Галя Янчева, Костадин Михайлов е приет в Университета по библиотекознание и информационни технологии в град София, специалност „Културно-историческо наследство“. Като студент издава част от своите теренни изследвания на територията на Странджа планина „Теренна фолклористика и теория на народното творчество“. Към 2014 г. е учител по история и музика в 1 ОУ „Васил Левски“ в Костинброд. От 2019 г. работи в Исторически музей "Проф.д-р Александър Фол" в град Малко Търново. През 2024 г. завършва Академията за музикално, танцово и изобразително изкуство "Проф.д-р Асен Диамандиев" град Пловдив специалност "Народно пеене", степен "Магистър" в класа на доц.д-р Данка Цветкова. Ръководител е на Група за народни песни "Странджанче" към Средно училище "Васил Левски" град Малко Търново и на Мъжка фолклорна група "Георги Павлов" село Бродилово, община Царево.
Участва в концерти в Турция, Гърция, Ирландия, Италия, Полша, Сърбия, Северна Македония, Великобритания и др. От малък издирва и записва странджански народни песни, които издава по-късно в първия си самостоятелен албум „Събрали са се, събрали“, издаден от музикална компания „Сънрайз Маринов“. На 15 декември 2012 г. прави първия си самостоятелен концерт в зала 17 на НДК, където го представя. От 2013 г. е председател на сдружение „Пазители на Българското“ в София. Една от най-харесваните песни сред приятелите и почитателите му е „Янка китките полива“. Написал я е в чест на световноизвестната българска народна певица Янка Рупкина, а текстът е свързан с реална случка от среща между тях в Черноморец. От 2016 г. изнася самостоятелни концерти в Летен театър град Бургас. 
Освен певческа, Костадин Михайлов притежава и друга уникална дарба – нестинарството. За първи път влиза в огъня едва 13-годишен – на 9 август 2004 г. Оттогава е сред най-младите нестинари в Странджа. Чете исторически справки за ритуала и развитието му през годините. Вярва в дълбокия му смисъл и в енергията на доброто пожелание. Участва във филм за нестинарството, заснет от холандски екип, в селата Бродилово и Кости през 2007 г.
Автор е на книги, свързани с историята и фолклора на Странджа: "Фолклорният цвят на Странджа" - 2016; "Църногорово" - 2019; "Дъщеря на легендарна Странджа" - 2023 (биографична книга за народната певица Златка Ставрева); "Странджанският събор - надпяване Странджа пее в село Граматиково" - 2021 г.; "История на Кировия род" - 2024 г.

## Награди и отличия
Костадин Михайлов е носител на десетки специални награди от регионални, национални и международни фестивали и конкурси. Притежател на петнадесет специални и 35 първи награди. Някои от тях са:
- Първа награда на Конкурса за хайдушки и комитски песни в Малко Търново;
- Специална награда – Приз „Георги Павлов“ – Бургас, 2010 г.[3];
- Специална награда – Приз „Цвятко Мечков“ на Националния странджанско-тракийски фолклорен венец „Божура“ – Средец, 2008 г. и 2009 г.;
- Награда на радио конкурса „Славейче“ – Стара Загора;
- Първа награда на конкурса „Върбова свирка свири“ – Болярово;
- Златна лира на конкурса „Орфеево изворче“ – Стара Загора;
- Първа награда на конкурса „Славееви нощи“ – Айтос;
- Награда на отдел „Култура“ в община Враца;
- Почетен знак „Сто години съюз на народните читалища в България“;
- Почетен знак на „Съюза на народните читалища в България“;
- Специална награда „THE BEST OF THE BEST“ от Международния фестивал „Балканфолкфест“;
- Награда от Министерството на културата;
- Първа награда на събора „Георгьовден“ – Поморие;
- Първа награда в трета възрастова група – индивидуални изпълнители в конкурс за хайдушка и комитска песен „В прослава на хайдутството“ – с. Бръшлян, 2014 г.
- Почетен гражданин на Община Царево от 6 декември 2024 г.

## Дискография

### Студийни албуми (CD)
- 2012 – „Събрали са се, събрали“
- 2015 – „От древността към вечността“
- 2019 – „Моето пеещо Бродилово“
- 2021 – „Златку ле, златна ябълко“
- 2024 – „Песни от Странджа“